# 中華人民共和国国防教育法
中華人民共和国国防教育法（ちゅうかじんみんきょうわこくこくぼうきょういくほう）とは中華人民共和国の国防・愛国主義教育を制度化した法律。

## 概要

### 成立までの経緯
38条項からなる法律で2001年4月28日に中華人民共和国主席令(第五十二号）によって公布、同日施行。
天安門事件やソビエト連邦の崩壊による民衆の軍部離れに危機感を抱いた指導者が、さまざまな愛国主義教育を実施し、それの集大成として成立したのが同法であるとの指摘が多い。類似名称として「中華人民共和国教育法」（1995年）があるが別のものである。また、同法に伴い、毎年9月の第3土曜日を法定「国防教育日（別名、全民国防教育日）」と定め、「愛国主義教育基地」と名付けた軍事設備での無料観覧運動などを推進しており、観光・レジャーとセットとなった国防教育が推進されている。これらは以前から「国防教育は赤ん坊のときから始めよ」鄧小平との語録もあり、愛国教育など様々な形であり、1990年代より省レベルでの条例を策定していったのが嚆矢とされる。国防教育法に沿った形で、中国に1万3000の少年軍事学校が設立されている。

### 年表
- 1989年6月4日 天安門事件
- 1991年 中央宣伝部などが『文物を十分に利用して愛国主義と革命伝統教育を行うことについての通知』を発出
- 1991年12月　ソ連崩壊
- 1992年5月12日に「国防教育の強化」を江沢民が決定、この頃、中国各省レベルで｢国防教育条例｣を作成
- 1994年9月23日 国家教育委員会が｢愛国主義教育実施綱要｣を各級教育機関に通知
- 1995年3月 国務院民政部が｢愛国主義教育基地｣百カ所を指定
- 1996年10月10日 江沢民中国共産党総書記（当時）共産党14期 4中全会重要講話「青少年の愛国主義教育を強化」
- 2001年4月28日に｢中華人民共和国国防教育法｣を採択･施行

## 内容
第1章の「総則」と第2章以降の「教育」に関する内容に大別される。
第一章「総則」では、
- 国防教育を強め、愛国主義精神を広め、国防と社会主義精神文明建設を促すために制定（第一条）
- 基本的国防知識を把握し、必要な軍事技能を学習し、愛国心を呼び起こし国防義務を自覚（第三条）
- 全国民に国防教育を徹底し、長期に持続する。国民はその権利と義務がある（第四条、五条）

としている。
第二章以降では、学校における「国防教育」として、
- 小学と中学では国防教育の内容を教育過程や課外活動に含める（第十四条）
- 高等学校、高等中学（日本の高等学校）では軍事訓練も行う（第十五条）
- 学校は国防教育を組み込み、有効な手段を講じて国防教育の質と効果を維持する。学校組織は軍事訓練活動を行い、安全保障を意識を強化する（第十六条）
- 文化、新聞、出版、放送、映画、テレビ等の各部門は任務に関する要求に応じ、多様な国防教育を行う（第二十二条）

などの内容が盛り込まれている。